# Клиентела
Клиентела (лат. clientēla, p. -lae) — форма социальной зависимости в Древнем Риме: взаимные правовые, социальные и экономические обязательства между патронами и клиентами. Восходит ко временам разложения родового строя.

## До 509 до н. э.
Отношения патроната — клиентелы возникли задолго до появления плебеев в римском обществе. Первоначально они зародились внутри массы populus Romanus в результате её социально-экономической дифференциации и привели к появлению многочисленного зависимого сословия клиентов. В раннем, ещё царском, Риме не различались понятия populus Romanus и quirites, понятие патриции имело иной смысл, а понятие cives (граждане) не вошло в обиход. Никаких отличий в юридическом статусе у населения не наблюдалось, а сам Рим охотно привлекал иммигрантов, наделяя их равными правами, будучи заинтересованным в увеличении численности и обороноспособности своей молодой общины.
Однако обедневшие или утратившие родовые связи и нуждавшиеся в покровительстве люди втягивались в качестве патриархально-зависимых лиц в семьи богатых и влиятельных патрициев. Зависимые люди назывались клиентами, а их покровители — патронами. Здесь сказался тот фактор, что римская община, основанная на общественном землепользовании и натуральном хозяйстве, была организована по схеме curia—gens—familia, и чтобы пользоваться землёй либо просто иметь заработок, необходимо было быть частью этой системы. Римские курии, рода и семьи получали наделы по жребию (либо от царя напрямую), а внутри этих социальных организмов распоряжались выборные курионы, наследные родовладыки и отцы семейств — patres и pater familias (отсюда патриции). Триб (tribus) ещё не существовало, так как в этом не было необходимости. Раннеримские клиенты напоминают древневосточных патриархально-зависимых лиц, втянутых в хозяйства богатых и знатных «домов».
Положение несколько изменилось в связи с активной деятельностью трёх последних римских царей (616—510 до н. э.), этрусков по происхождению, которые провели ряд важнейших реформ, в частности: были организованы три трибы по национальному признаку — Рамны (латины), Тиции (сабины), Луцеры (этруски); каждая триба включила в себя 10 курий, а каждая курия — 10 родов; отделившиеся от родов индивидуальные семьи, а также «лишние» рода и прочее население (добровольные или принудительные эмигранты) в эти 300 родов уже не включались автоматически. Впрочем, не исключено, что подобная система в отдельных её проявлениях могла складываться и в предыдущую эпоху выборных царей. Теперь только эти 300 родов считались патрициями—populus Romanus—quirites, остальные становились плебеями, и если все права имели только первые, то обязанности перед государством должны были нести все наравне, появился новый источник пополнения сословия клиентов наряду с вольноотпущенниками. Это положение несколько сгладил второй из этрусских царей — Сервий Туллий, ликвидируя национальные трибы и учреждая четыре территориальные, он включил в них и плебеев, заодно разделив всех вновь объединённых таким способом populus Romanus на имущественные классы с градацией части их прав и обязанностей.

## После 509 до н. э.
Ситуация вновь обострилась с ликвидацией царской власти и установлением республики, захватившие власть аристократы присвоили себе огромные полномочия, по-своему истолковав сословную систему — так как прежняя реформа не касалась курий и 300 родов, поэтому их члены стали патрициями—quirites—гражданами, а populus Romanus вновь толковалось исключительно как совокупность всех жителей по отношению к их обязанностям в рамках имущественных классов, только патриции имели право занимать выборные должности. Поток эмигрантов прибывал, а вместе с тем и естественно росла масса populus, теперь в большинстве своём — плебеев, значительная часть которых становилась клиентами патрициев, другая же часть решила активно бороться за уравнивание в правах, решения земельного и долгового вопросов, а значит и прекращения практики клиентелы. Эта борьба продолжалась всю эпоху ранней республики (509—265 до н. э.) и закончилась полной победой плебса. В эпоху великих завоеваний республики (265—133 до н. э.) клиентела на долгое время консервируется как хорошо зарекомендовавший себя ранее инструмент политической борьбы — права голоса на центуриатных и введённых тогда же трибутных комициях плебеи никогда не лишались, чисто же экономическая и юридическая подоплёки клиентелы массово сходят на нет.
Вместе с тем к эпохе гражданских войн республики (133—31/27 до н. э.) постепенно меняются тактика и практика политической борьбы, а затем к эпохе Принципата традиционная борьба угасает вовсе. В эти эпохи клиентела приобретает отчётливый характер престижа для богатых патронов, которые теперь соревнуются меж собой как на старинный лад и в количестве, так и по-новому — в качествах своих клиентов. Клиенты, будучи одарёнными, но бедными лицами могли поправить своё состояние, к тому же к подобному покровительству вынуждены были прибегать и лица без римского гражданства в надежде его получить или просто обрести хоть какой-то статус в римском обществе. Однако общее число клиентов в Риме уже не приближалось к тому, что наблюдалось ранее. Разновидностью клиентелы, таким образом, были отношения между деятелями искусства и их покровителями, меценатами. Ярким примером является поэт-сатирик Марциал, часто субсидируемый своими патронами.

## Заключение
По сути, клиентела имела особое значение в период Римской республики, причём клиентские обязательства зачастую передавались по наследству. Традиционно клиенты сопровождали своего патрона на Форуме, поддерживали его на выборах и служили на войне под его началом. При этом патрон обязывался защищать своих клиентов в случае судебных разбирательств, или выкупать членов их семей, попавших в зависимость, поддерживать их минимальные жизненные потребности, равно как и клиенты в случае необходимости были обязаны материально поддерживать его. Клиенты принимались в род патрона и носили его родовое имя, участвовали в общих праздниках фамилии своего патрона; хоронили клиентов на фамильном кладбище. Согласно Дионисию, клиенты были земледельцами, пастухами, ремесленниками. Землю они получали от патрона, который, как можно полагать, использовал для этого земельный фонд рода, а также мог делать заимки из ager publicus. Условия, на которых клиенты пользовались землёй, не известны не только для царской эпохи, но и для следующей эпохи республики. Одни учёные считают клиентов крепостными, другие — патриархальными рабами. По мнению отечественных историков, пока бесспорно одно, что в царский период клиенты начали формироваться в наследственное сословие лично зависимых людей, не считавшихся, однако, рабами.

## Прочее
Клиентела была также юридической категорией в отношениях между Римской республикой и зависимыми и союзными государствами.